# Don Reinhoudt
Don Reinhoudt, właściwie Donald C. Reinhoudt (ur. 6 marca 1945 w Brocton, zm. 3 lipca 2023 w Pomfret.) – amerykański sztangista, trójboista siłowy i strongman.
Mistrz Świata Strongman w 1979 r.
Sporty siłowe rozpoczął od podnoszenia ciężarów. Od 1969 r. zajmował się trójbojem siłowym.
Wymiary:
- wzrost 192 cm
- waga 164 – 173 kg
- biceps 58 cm
- udo 86 cm
- klatka piersiowa 152 cm

Rekordy życiowe:
- przysiad 426 kg
- wyciskanie 276 kg
- martwy ciąg 403 kg

## Osiągnięcia strongman
- 1978
  - 2. miejsce – Mistrzostwa Świata Strongman 1978, Universal Studios, USA
- 1979
  - 1. miejsce – Mistrzostwa Świata Strongman 1979, Universal Studios, USA
- 1980
  - 10. miejsce – Mistrzostwa Świata Strongman 1980, New Jersey, USA (kontuzjowany)